# Воскресенское (Киевская область)
Воскресенское (укр. Воскресенське) — село, входит в Переяслав-Хмельницкий район Киевской области Украины.
Население по переписи 2001 года составляло 203 человека. Почтовый индекс — 08450. Телефонный код — 4567. Занимает площадь 0,48 км².

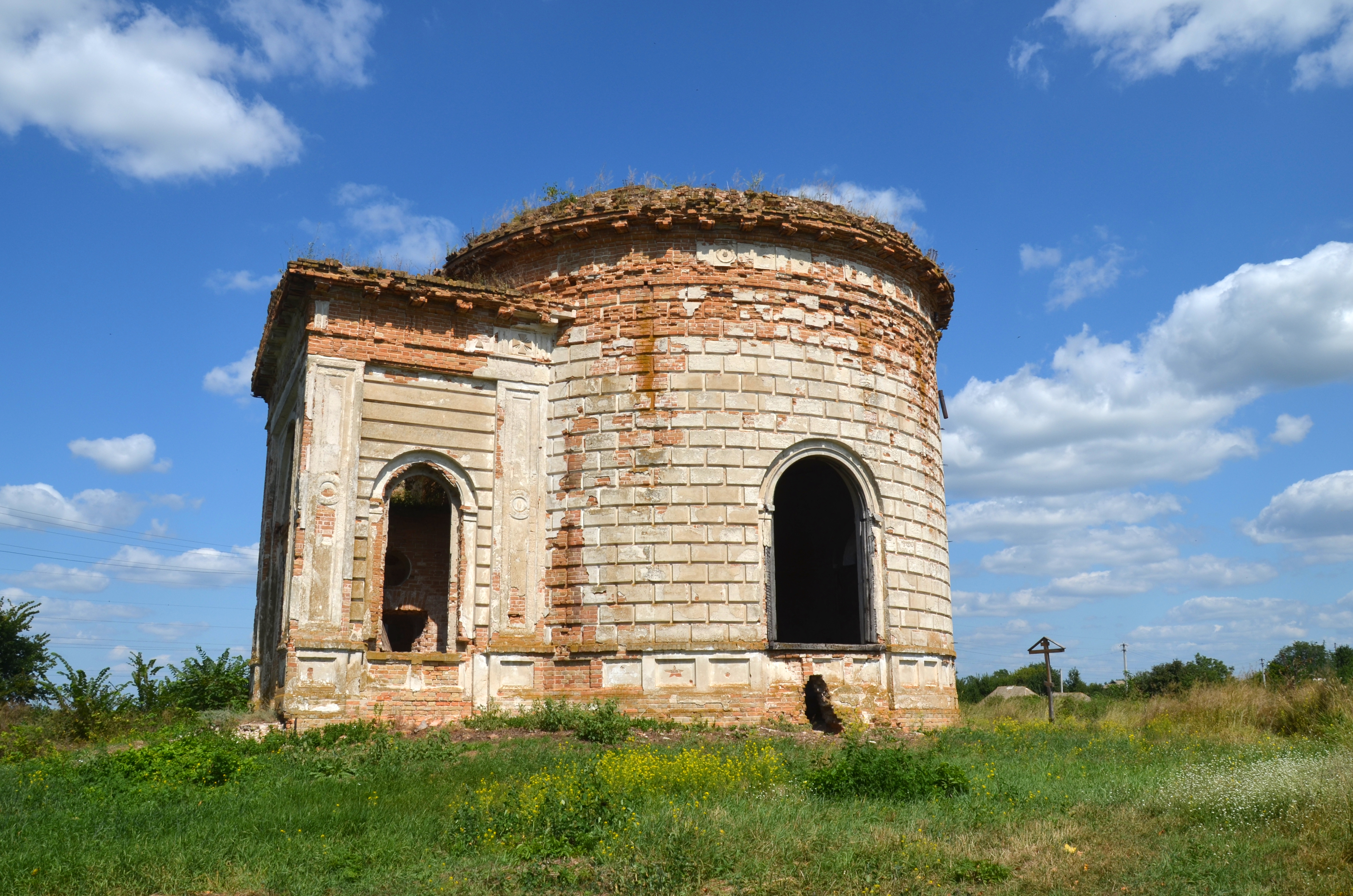
Церковь-ротонда Каневских

В дореволюционное время называлось Козиный Хутор, имение дворян Каневских (статского советника и его жены).
В имение входила усадьба (дворец), каретная мастерская, мельница. Сейчас на месте усадьбы — полуразрушенные коровники, а остальную территорию занимает пустырь, поросший труднопроходимой травой. Церковь селяне относят к XVIII веку. Церковь принадлежит к очень редкому типу больших ротондальных храмов. Ротонду венчает сферическая баня, мастерски выложенная из кирпича.

## Местный совет
08450, Київська обл., Переяслав-Хмельницький р-н, с. Мала Каратуль, вул. Переяславська,12